# Darrall Imhoff
Darrall Tucker Imhoff (San Gabriel, California; 11 de octubre de 1938-Bend, Oregón; 30 de junio de 2017) fue un baloncestista estadounidense que disputó 12 temporadas en la NBA. Con 2,08 metros de altura, jugaba en la posición de pívot, y era conocido por el sobrenombre de "Big D" (Gran D).

## Trayectoria deportiva

### Universidad
Jugó durante cuatro temporadas con los Golden Bears de la Universidad de California Berkeley, donde fue elegido en dos ocasiones en el primer equipo All-American. En 1959 fue el máximo reboteador y el autor de la canasta que a la postre dio el título de campeón de la NCAA a su universidad, en la final ante la Universidad West Virginia, liderada por Jerry West. Al año siguiente llegarían también a la final, pero cayeron derrotados ante Ohio State, que contaba en sus filas con Jerry Lucas.
En el total de su carrera universitaria promedió 10 puntos y 9,5 rebotes por partido.

### Juegos Olímpicos
Fue elegido para participar con la Selección de baloncesto de Estados Unidos en los Juegos Olímpicos de Roma 1960, donde acudió como tercer pívot, tras Jerry Lucas y Walt Bellamy, y donde consiguieron la medalla de oro para su país.

### Profesional
Fue elegido en la tercera posición del Draft de la NBA de 1960 por New York Knicks, donde se creó una gran expectación con su fichaje, pero desafortunadamente no soportó la presión de jugar con los profesionales, promediando 5,3 puntos y 5,5 rebotes en los dos años que pasó en la Gran Manzana antes de ser traspasado a Detroit Pistons. No tuvo suerte en este equipo, donde sus carencias en velocidad de movimientos y en el tiro a canasta le relegaron al banquillo, disputando apenas 10 minutos por partido. 
Tras dos temporadas, en 1964 fue traspasado a Los Angeles Lakers, donde se encontró un equipo repleto de estrellas como Elgin Baylor o Jerry West, y donde empezó de nuevo desde el banquillo. Pero poco a poco fue ganándose minutos en cancha, demostrando todo su potencial en la temporada 1966-67, cuando promedió 10,7 puntos y 13,3 rebotes por partido, siendo elegido como suplente ese año en el All-Star Game. Llegaron en dos ocasiones a las Finales de la NBA, pero en ambas se encontraron con Boston Celtics, liderados por Bill Russell, perdiendo las dos finales. Este hecho hizo que los Lakers ficharan a Wilt Chamberlain, siendo Imhoff incluido en el traspaso que lo llevaría a Philadelphia 76ers. En su primer año allí logró su mejor anotación, 13,6 puntos por partido. Tras dos temporadas fue traspasado a Cincinnati Royals y de ahí a Portland Trail Blazers, donde dio por concluida su carrera profesional.
En sus 12 temporadas promedió 7,2 puntos y 7,6 rebotes por partido.

## Estadísticas de su carrera en la NBA

### Temporada regular
| Temp.    | Equipo       | PJ  | MPP  | %TC  | %TL  | RPP  | APP | PPP  |
| -------- | ------------ | --- | ---- | ---- | ---- | ---- | --- | ---- |
| 1960–61  | New York     | 62  | 16.0 | .394 | .510 | 4.8  | .8  | 4.7  |
| 1961–62  | New York     | 76  | 19.5 | .386 | .576 | 6.2  | 1.1 | 5.9  |
| 1962–63  | Detroit      | 45  | 10.2 | .314 | .480 | 3.4  | .6  | 2.7  |
| 1963–64  | Detroit      | 58  | 15.0 | .414 | .605 | 4.9  | 2.9 | 4.8  |
| 1964–65  | L.A. Lakers  | 76  | 20.0 | .466 | .571 | 6.6  | 1.1 | 5.0  |
| 1965–66  | L.A. Lakers  | 77  | 18.4 | .448 | .566 | 6.6  | 1.5 | 4.9  |
| 1966–67  | L.A. Lakers  | 81  | 33.6 | .474 | .614 | 13.3 | 2.7 | 10.7 |
| 1967–68  | L.A. Lakers  | 82  | 27.7 | .478 | .619 | 10.9 | 2.5 | 9.3  |
| 1968–69  | Philadelphia | 82  | 28.8 | .470 | .597 | 9.7  | 2.7 | 9.2  |
| 1969–70  | Philadelphia | 79  | 31.3 | .540 | .650 | 9.5  | 2.7 | 13.6 |
| 1970–71  | Cincinnati   | 34  | 24.3 | .461 | .507 | 6.9  | 2.3 | 8.1  |
| 1971–72  | Cincinnati   | 9   | 8.4  | .345 | .375 | 3.0  | .2  | 2.6  |
| 1971–72  | Portland     | 40  | 10.1 | .408 | .600 | 2.7  | 1.3 | 2.6  |
| Total    | Total        | 801 | 22.3 | .458 | .594 | 7.6  | 1.8 | 7.2  |
| All-Star | All-Star     | 1   | 6.0  | .000 | –    | 7.0  | 1.0 | 0.0  |

### Playoffs
| Temp.   | Equipo       | PJ | MPP  | %TC  | %TL  | RPP  | APP | PPP  |
| ------- | ------------ | -- | ---- | ---- | ---- | ---- | --- | ---- |
| 1962–63 | Detroit      | 1  | 2.0  | –    | –    | 1.0  | .0  | .0   |
| 1964–65 | L.A. Lakers  | 11 | 13.7 | .542 | .583 | 3.9  | 1.2 | 3.0  |
| 1965–66 | L.A. Lakers  | 14 | 17.4 | .350 | .722 | 5.8  | 2.1 | 2.9  |
| 1966–67 | L.A. Lakers  | 3  | 28.7 | .542 | .800 | 12.3 | 1.7 | 10.0 |
| 1967–68 | L.A. Lakers  | 15 | 29.3 | .494 | .510 | 10.9 | 2.0 | 7.6  |
| 1968–69 | Philadelphia | 5  | 38.2 | .500 | .658 | 16.4 | 2.4 | 18.2 |
| 1969–70 | Philadelphia | 5  | 27.6 | .458 | .143 | 7.0  | 2.2 | 9.0  |
| Total   | Total        | 54 | 23.2 | .478 | .580 | 8.2  | 1.9 | 6.6  |

## Curiosidades
- Jugó 20 minutos del partido que enfrentó a New York Knicks y Philadelphia Warriors el 2 de marzo de 1962, en el cual Wilt Chamberlain consiguió 100 puntos, récord de anotación en un partido de la NBA.[3]

## Vida posterior
Fue Vicepresidente de marketing de la Academia de Baloncesto de los Estados Unidos (USBA), un reconocido campus de baloncesto situado en Oregón.